# Villacarriedo
Villacarriedo – gmina w Hiszpanii, w prowincji Kantabria, w Kantabrii, o powierzchni 50,74 km². W 2011 roku gmina liczyła 1752 mieszkańców.